# جولی ژکوئل
جولی ژکوئل (انگلیسی: Julie Jézéquel؛ زادهٔ ۲۶ مارس ۱۹۶۴) بازیگر، فیلم‌نامه‌نویس و نویسنده اهل فرانسه است.
از فیلم‌ها یا برنامه‌های تلویزیونی که وی در آن نقش داشته‌است می‌توان به ولگرد وحشی اشاره کرد.